# Сивиард
Сивиард или Севард (умер в 687 году) — настоятель монастыря Сен-Кале в Лё Мане. День памяти — 1 марта.
Святой Сивиард (Siviard), или Севард (Sevard) получил хорошее духовное и светское образование. Вслед за своим отцом он принял монашеский постриг в монастыре Сен-Кале, иначе Анизоль, что в Ле Мане. Позднее он стал пятым настоятелем этого монастыря. Им было составлено житие святого Кале из Аниоля.